# Teddy Charles
Teddy Charles, geboren als Theodore Charles Cohen (Chicopee Falls (Massachusetts), 13 april 1928 - Riverhead (New York), 16 april 2012), was een Amerikaanse jazzvibrafonist, componist en muziekproducent.

## Carrière
Charles leerde van zijn moeder piano spelen en studeerde vanaf 1946 slagwerk aan de Juilliard School of Music. Van 1948 tot 1951 werkte hij in verschillende bigbands, waaronder die van Benny Goodman, Chubby Jackson, Artie Shaw en Buddy DeFranco (Crosscurrents). Tijdens zijn aansluitende studie compositieleer werkte hij met Anita O'Day, Roy Eldridge, Hall Overton, Slim Gaillard en Oscar Pettiford in kleine bezettingen.
Hij leidde vanaf 1953 een eigen kwartet en behoorde naast Teo Macero en Charles Mingus tot de Jazz Composers Workshop, waarmee hij in 1955 en 1956 optrad tijdens het Newport Jazz Festival. In 1956 breidde hij zijn formatie uit tot een tentet en nam daarmee arrangementen op van Gil Evans, George Russell, Jimmy Giuffre, Bob Brookmeyer en Mal Waldron (The Teddy Charles Tentet). In 1957 was hij betrokken bij de Gunther Schuller-opvoeringen in de Brandeis University en in 1959 bij de opnamen van Mingus Dynasty.
Tot ongeveer 1963 speelde hij nog met eigen bands, waartoe vaak Jimmy Raney, Addison Farmer, Mal Waldron en Harold Danko behoorden en was hij nu en dan ook betrokken bij opnamen van Pepper Adams, Aretha Franklin en Eric Kloss. Vervolgens werkte hij preferent als muziekproducent, waarbij hij vaak terugviel op eigen composities.
Charles behoorde tot de eerste third stream-componisten en telde als innovator. Hij schreef onder andere Words from Bird (In Memoriam - Charlie Parker). In 1965 richtte hij het platenlabel Polaris op. Naast conventionele bezettingen (bijv. paringen van trompet en saxofoon, zoals bij Booker Little en Booker Ervin) combineerde hij ook drie trompetten met de ritmegroep en John Coltrane met drie baritonsaxofoons (Dakar). Hij arrangeerde ook voor Dion DiMucci en Miles Davis, met wie hij te horen is op de plaat Blue Moods.
Tijdens de late jaren 1960 verliet Charles de muziekbusiness en wijdde hij zich in het Caribisch gebied aan het zeilen. Tijdens de late jaren 1980 keerde hij weer als muzikant terug op het podium en bezocht hij ook Europa. Hij trad tijdens de laatste jaren, waarin hij woonde in Riverhead op Long Island, ook als trio op met Perry Robinson en Ed Schuller.

## Overlijden
Teddy Charles overleed in april 2012 op 84-jarige leeftijd.

## Discografie
- 1956: Teddy Charles Tentet (met Peter Urban, Don Butterfield, Gigi Gryce, J.R. Monterose, George Barrow, Mal Waldron, Jimmy Raney,  Teddy Kotick, Joe Harris)

- Biblioteca Nacional de España: XX1546889
- Bibliothèque nationale de France: cb139422120 (data)
- Gemeinsame Normdatei: 134346149
- International Standard Name Identifier: 0000 0000 5935 9051
- Library of Congress Control Number: n91051276
- MusicBrainz: 33f69d84-c314-4796-ae39-3b477bbb30e3
- Nederlandse Thesaurus van Auteursnamen: 096857390
- Istituto Centrale per il Catalogo Unico: LO1V263579
- SNAC: w6df7btk
- Système universitaire de documentation: 087932032
- Virtual International Authority File: 29722722
- WorldCat: E39PBJk4BGppf7jGQ3MmmhttKd